# Fernand Ruelle
Fernand Jules Ruelle (Jemappes, nu deelgemeente van Bergen, 20 maart 1921-2012) is een Belgisch componist, dirigent en cornettist.

## Levensloop
Ruelle studeerde aan het Koninklijk Conservatorium in Bergen, waar hij onderscheidingen behaalde in trompet, harmonie, contrapunt en fuga. Onder leiding van Alex De Taeye vervolmaakte hij zich in de orkestratie en compositie en werd vervolgens toegelaten tot de Prix de Rome. Als cornettist was hij lid van het Groot Harmonieorkest van de Belgische Gidsen te Brussel en beëindigde zijn militaire loopbaan van 1962 tot 1974 als onderkapelmeester van dit prestigieuze harmonieorkest. 
Hij was laureaat van verschillende wedstrijden onder andere een eerste prijs van de Société de Lettres de Saintonge et d'Aunis in 1970. Zijn Concerto Nr. 1 voor hobo en strijkorkest werd in 1971 bij de compositiewedstrijd Jeunesse Musicales in Montreal (Canada) bekroond met een eerste prijs. 
Alhoewel Fernand Ruelle voor de meest verscheiden genres schreef is het toch de muziek voor harmonie- en fanfareorkest die hem zowel in België als in het buitenland bekendheid bracht. Sedert 1947 is Ruelle lid van SABAM.
Het is onduidelijk of Ruelle nog leeft.

## Composities (uittreksel)

### Werken voor orkest
- 1966 Tu t'en vas, voor zangstem en orkest - tekst: Fernand Page
- 1966 Pourquoi ?, voor zangstem en orkest - tekst: Fernand Page
- 1971 Concerto Nr. 1 voor hobo en strijkorkest, op. 216
- 1995 La Wallonne, hymne voor gemengd koor en orkest - tekst: Robert Moreau

### Werken voor harmonie- en fanfareorkest
- 1955 Chicago Jazz-ouverture voor harmonie- of fanfareorkest
- 1965 Halifax, ouverture voor harmonie- of fanfareorkest
- American Fantasy, voor harmonie- of fanfareorkest
- Columbus - jazz-promenade, voor harmonie- of fanfareorkest
- Concerto Nr.1, voor trompet, gemengd koor en harmonieorkest
  1. Allegro cantabile
  2. Lento – Supplicando
  3. Rondo - Allegro vivace
  4. What an event
- Concert, voor hobo en harmonieorkest
- Cubano Jazz-ouverture, voor harmonie- of fanfareorkest
- Dans les Ombres
- Dry Wood, voor harmonie- of fanfareorkest
- Fantastische Rondedans, voor harmonie- of fanfareorkest
- Humoresque, ouverture fantasie voor harmonie- of fanfareorkest
- Image d'Orient, voor harmonie- of fanfareorkest
- Kantemir, voor vier trompetten en harmonie- of fanfareorkest
- La Roja
- Le Ronde fantasque
- Ritmeco - Cha Cha Cha, voor harmonie- en fanfareorkest
- Rondo in Blue, voor harmonie- en fanfareorkest
- Rose of September, voor trompet en harmonie- of fanfareorkest
- Sentimental Rhapsody, voor harmonie- of fanfareorkest
- Tyrol, voor harmonie- of fanfareorkest

### Kamermuziek
- Cuba suite, voor vier klarinetten (samen met: René Maniet)
- Prelude et Danse Guerriere, voor tuba en piano
- Romance, voor sopraansaxofoon en twee klarinetten, op. 131
- Rondo pastorale, voor saxofoon-sextet
- Tyrol Humoristic Fantasy, voor altsaxofoon en piano

### Werken voor piano
- Cabrioles, op. 346